# Fratellini

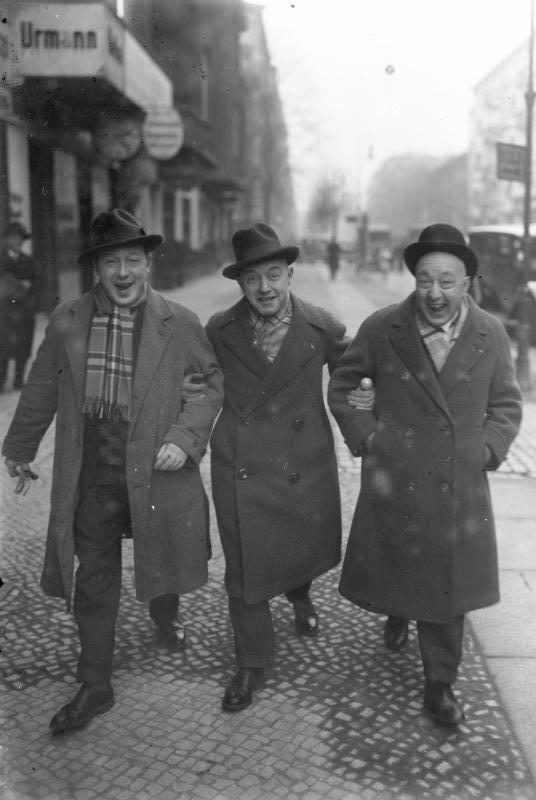
Fratellini trio 1936, zprava: nejstarší bratr Paul Fratellini (1877–1940), François Fratellini (1879–1951) poetický klaun, Albert Fratellini (1886–1961)divoký a bláznivý klaun.

Fratellini Famille byla slavná cirkusová rodina. Po první světové válce působili tito tři bratři v cirkusu Medrano v Paříži. Od roku 1923 se Fratellini stali miláčky pařížských intelektuálů. Výstupy trvaly 45 minut.

## Trio Fratellini
Tvořili jej:
- Paul Fratellini (1877–1940) šišlal a šlapal si na jazyk.
- François Fratellini (1879–1951) poetický klaun
- Albert Fratellini (1886–1961), velmi divoký a bláznivý. Narodil se v Rusku. Měl strašidelnou masku s velkým nosem a rozcuchanými vlasy. Vytahoval často živé zvířata z hudebních nástrojů, jeho gagy obsahovaly často různé kouzelnické triky a eskamotérství.

Jejich otec Gustavo Fratellini (1842–1905), byl italský patriot a rebel a měl blízko k Giuseppe Garibaldimu. 
Později v rodinné tradici pokračovala:
- Annie Fratellini (1932–1997)

## Fratellini a Jiří Voskovec
Jiří Voskovec navštěvoval Cirkus Medrano spolu s malířem Josefem Šímou ve dvacátých letech během svých studií ve Francii a trio bratrů Fratellini mělo na něj velký vliv. Inspiroval se jimi také při tvorbě masek a převyprávěl jejich show Janu Werichovi. Voskovcova maska se inspirovala poetickou maskou Francoise Fratelliniho, Werichova Albertovou. Představení již zestárlých Fratellini zhlédli V+W i poslední předválečný den před odplutím z Cherbourgu do New Yorku v divadle Bobineua. Jan Werich svým smíchem způsobil v publiku menší senzaci, viděl je poprvé a Voskovec naposledy.
"Líbilo se nám to víc než herec, který předstírá, že je někdo jiný." Uvedl o triu F. Voskovec v Schonbergově rozhovoru v roce 1973